# EHC Lustenau
EHC Lustenau – austriacki klub hokeja na lodzie z siedzibą w Lustenau.

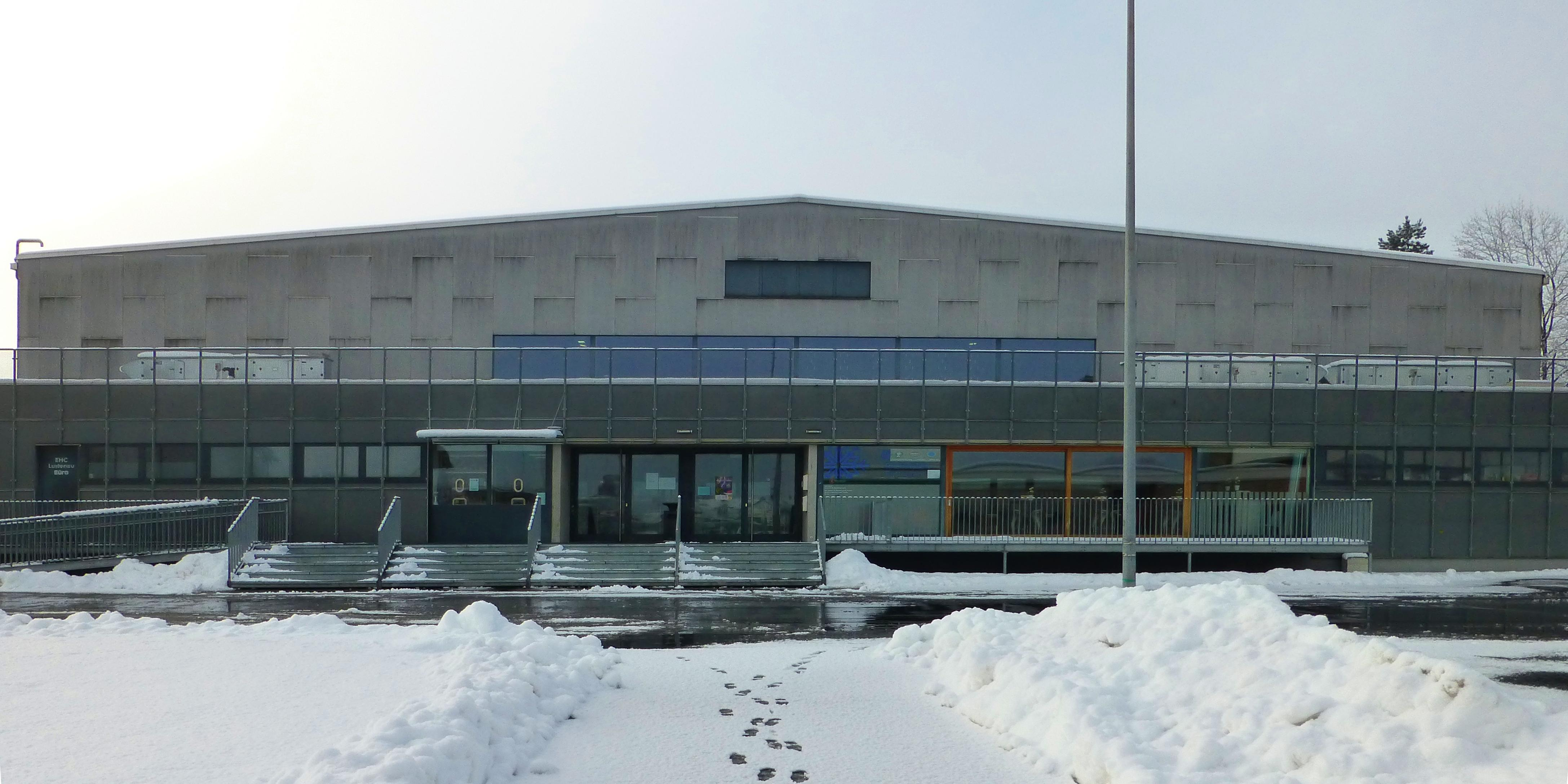
Lodowisko Rheinhalle

Trenerami w klubie byli Siergiej Swietłow, Kari Rauhanen.
W 2012 klub został przyjęty do rozgrywek Inter-National-League, a po ich zaprzestaniu w 2016 włączony do Alps Hockey League.

## Sukcesy
- Złoty medal Nationalligi: 1974, 1978, 1982, 1984, 1992, 1997, 2006, 2009
- Złoty medal Inter-National-League: 2015

## Zawodnicy
Zastrzeżony numer
- Siegfried Haberl